# Miombo-Bartvogel
Der Miombo-Bartvogel (Tricholaema frontata) ist eine Vogelart aus der Familie der Afrikanischen Bartvögel. Die Art kommt in Afrika vor. Es werden keine Unterarten unterschieden. Die IUCN stuft den Miombo-Bartvogel als nicht gefährdet (least concern) ein.

## Erscheinungsbild
Die Männchen haben eine Flügellänge von 7,5 bis 8,3 Zentimetern. Die Schwanzlänge beträgt 4,5 bis 5,1 Zentimeter. Der Schnabel erreicht eine Länge von 1,6 bis 1,9 Zentimeter. Weibchen haben ähnliche Körpermaße. Es besteht kein auffälliger Sexualdimorphismus.
Männchen und Weibchen haben einen roten Fleck auf der Stirn, der durch eine schwarze Linie von der Schnabelbasis getrennt ist. Der Rest der Stirn, der Oberkopf und der Nacken sind schwarz. Ein gelblich-weißer breiter Augenüberstreif zieht sich bis zum Rücken. Darunter verläuft ein breiter, schwarzbrauner Bartstreif von der Schnabelbasis bis zum Rücken. Der Rücken ist schwarz mit gelben Flecken. Die Steuerfedern sind schwarzbraun. Frisch vermausert weisen sie feine gelbe Säume auf. Kehle und Kinn sind weiß mit feinen braunen und schwarzen Punkten. Über die fein getupfte Brust verläuft ein gelbes Band, der Bauch ist bis zu den Unterschwanzdecken cremigweiß mit schwarzbraunen Flecken. Die unbefiederte Haut um die Augen ist graubraun, die Augen sind dunkelbraun.
Es bestehen kaum Verwechslungsmöglichkeiten, da andere Bartvogelarten mit einem sehr ähnlichen Gefieder im Verbreitungsgebiet des Miombo-Bartvogels weitgehend fehlen. Das Verbreitungsgebiet grenzt im Südwesten Tansanias an das des Diadem-Haarbärtlings. Von diesem unterscheidet sich der Miombo-Bartvogel durch das gelbe Brustband. Im Südwesten Sambias überlappt das Verbreitungsgebiet mit dem des Rotstirn-Bartvogels, mit dem sich der Miombo-Bartvogel auch gelegentlich fehlverpaart und fortpflanzt. Der Rotstirn-Bartvogel unterscheidet sich vom Miombo-Bartvogel durch die schwarze Kehle.

## Verbreitungsgebiet und Lebensraum
Das Verbreitungsgebiet des Miombo-Bartvogels erstreckt sich von Angola über den Süden des Kongo und über Sambia bis zum Südwesten Tansanias und den Westen Malawis. In Angola kommt der Miombo-Bartvogel bis 1100 Höhenmeter vor, im Westen Malawis lebt er überwiegend zwischen 910 und 1520 Höhenmetern. Der Lebensraum ist der Miombo, ein weitständiger Waldsavannentyp. 

## Lebensweise
Der Miombo-Bartvogel ist ein einzelgängerischer, unauffälliger Afrikanischer Bartvogel, der sich aber durch seine Rufe bemerkbar macht. Er ist ein Allesfresser, der gelegentlich Insekten auch aus der Luft fängt. Er frisst außerdem Termiten und Käfer sowie verschiedene Früchte, vermutlich auch die Nestlinge und Eier anderer Vogelarten.
Das Gelege besteht aus zwei bis drei mattweißen Eiern. Über die Brutzeit ist nahezu nichts bekannt. An der Versorgung der Jungvögel sind beide Elternvögel beteiligt.

## Belege

### Einzelbelege
1. 1 2   Short et al., S. 179
2. ↑   Short et al., S. 178
3. 1 2   Short et al., S. 180

### Weblink
- Tricholaema frontata in der Roten Liste gefährdeter Arten der IUCN 2013.2. Eingestellt von: BirdLife International, 2012. Abgerufen am 2. Februar  2014.